# Amphilius jacksonii
Amphilius jacksonii es una especie de pez de la familia Amphiliidae en el orden de los Siluriformes.

## Morfología
• Los machos pueden llegar alcanzar los 15 cm de longitud total.
- Número de  vértebras: 31-33.[1][2]

## Alimentación
Come insectos acuáticos  bentónicos.

## Hábitat
Vive en aguas bien oxígenadas.

## Distribución geográfica
Se encuentran en África: Uganda y República Democrática del Congo, incluyendo el lago Edward.